# Niantic (Illinois)
Niantic – wieś w Stanach Zjednoczonych, w stanie Illinois, w hrabstwie Macon.